# Euryattus porcellus
Euryattus porcellus là một loài nhện trong họ Salticidae.
Loài này thuộc chi Euryattus. Euryattus porcellus được Tord Tamerlan Teodor Thorell miêu tả năm 1881.